# آب در ماه

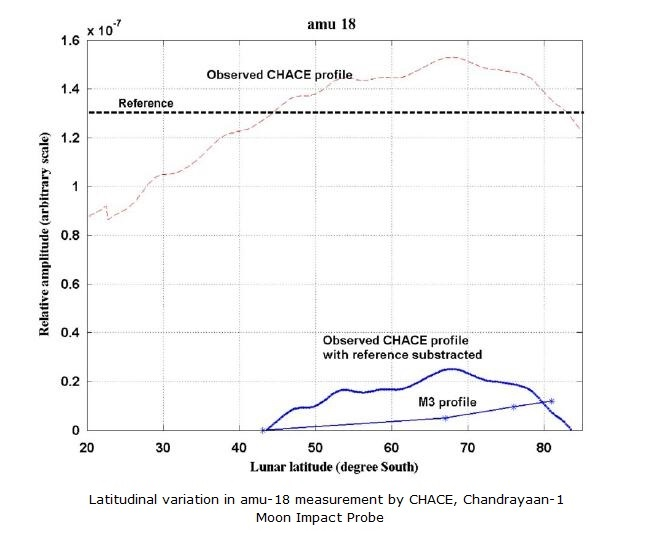
شواهد مستقیم از آب ماه در جو ماه ثبت شده توسط چاندریان-۱

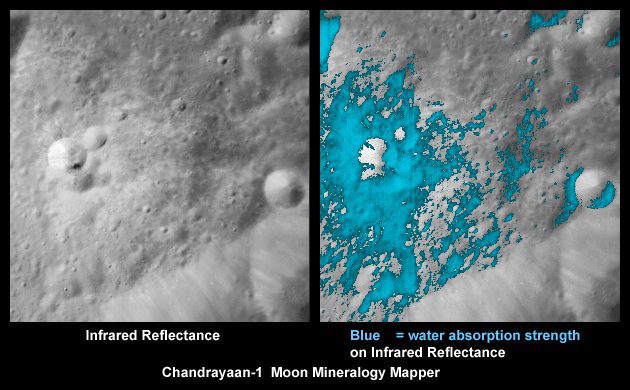
این تصاویر دهانه‌ای را که اخیراً در سمت پنهان ماه ایجاد شده همان‌طور که چاندریان-۱ دستگاه نقشه‌بردار کانی‌شناسی ماه ثبت کرده نشان می‌دهد.

آب مایع نمی‌تواند در سطح کره ماه باقی بماند، و بخار آب توسط نور خورشید تجزیه می‌شود و هیدروژن به سرعت وارد فضای بیرونی می‌شود. به‌هرحال دانشمندان از دههٔ ۱۹۶۰ حدس زده‌اند که یخ‌آب می‌تواند در سرمای دهانه‌های موجود در قطب‌های همیشه در سایهٔ ماه باقی بماند. در لایه نازک گازهای موجود در سطح ماه مولکول‌های آب کشف شده‌است.
آب (H2O)، و گروه هیدروکسیل شیمیایی مربوط (-OH)، می‌تواند به اشکال شیمیایی هیدرات و هیدروکسید هم در کانی‌های موجود در ماه (بیش از آب آزاد) وجود داشته باشد، و شواهد نشان می‌دهد که در واقع در بیشتر سطح ماه که غلظت کم است این مورد پیش می‌آید. در واقع، طبق محاسبات آب جذب شده از ۱۰ تا ۱۰۰۰ بخش در یکای سنجش وجود دارد. در سال ۱۹۷۸ گزارش شد که۰٫۱٪ از جرم نمونه بازگردانده شده توسط لونا ۲۴ فضاپیمای ساخت اتحاد جماهیر شوروی سوسیالیستی آب است. شواهد غیرقطعی از وجود یخ‌آب آزاد در قطب‌های ماه با استفاده از مشاهده‌های متفاوت جمع‌آوری شده دلالت بر وجود هیدروژن محدود می‌کند.
در تاریخ ۱۸ نوامبر ۲۰۰۸، کاوشگر ماه از فضاپیمای هندی چاندریان-۱ در ارتفاع ۱۰۰ کیلومتری ماه آزاد شد. در طی فرود ۲۵ دقیقه‌ای کاوشگر با طیف جرمی ۶۵۰ مدارکی از وجود آب در جو نازک بالای سطح ماه ثبت کرد. در سپتامبر ۲۰۰۹، چاندریان-۱ در ماه آب و در نور منعکس شدهٔ خورشید خطوط جذب هیدروکسیل پیدا کرد. در نوامبر ۲۰۰۹، ناسا گزارش داد که کاوشگر ال کراس مقدار قابل توجهی از گروه هیدروکسیل در مواد پرتابی از دهانه‌ای در قطب جنوب ماه کشف کرده‌است. دلیل آن ممکن است وجود مواد آب‌دار-آنچه که تقریباً یخ‌آب کریستالی خالص به نظر می‌رسد
- باشد. در مارس۲۰۱۰ گزارش شد چاندریان-۱ بیش از ۴۰ دهانه که به‌طور دائمی تاریک هستند در نزدیکی قطب شمال ماه کشف کرده‌است که عقیده بر این است حاوی تقریباً ۶۰۰ میلیون تن برابر با (۱٫۳ تریلیون پوند) یخ‌آب هستند. آب ممکن است در دوره‌های زمین‌شناسی با برخورد دنباله‌دارهای دارای آب ،سیارک‌ها و شهاب‌واره‌ها به ماه آمده باشد. یا در همان‌جا به‌وسیلهٔ یون‌های هیدروژن (پروتون) بادهای خورشیدی که با شدت و به‌طور مداوم به مواد معدنی آب‌دار برخورد می‌کرد تولید شده باشد.
جستجو برای یافتن آب‌ماه مورد توجه زیادی قرار گرفته‌است و انگیزهٔ چند مأموریت اخیر به ماه بوده‌است بیشتر به دلیل اینکه امکان اسکان طولانی‌مدت در ماه را فراهم می‌کند.

## کشف آب در ماه
در ۲۴ سپتامبر ۲۰۰۹ مجله ساینس گزارش داد، ابزار معدن‌یاب فضاپیمای چاندریان-۱ متعلق به سازمان پژوهش‌های فضایی هند در ماه آب کشف کرده‌است.